# Apistogramma atahualpa
Espèce
Apistogramma atahuapa est un poisson du Pérou appartenant à la famille des Cichlidae.

## Référence
Römer : Diagnoses of two new dwarf cichlids (Teleostei Perciformes) from Peru, Apistogramma atahualpa and Apistogramma panduro n. spp. Buntbarsche Bull. 182: 9-14. 1997